# Сімейний портрет (Вояджер)

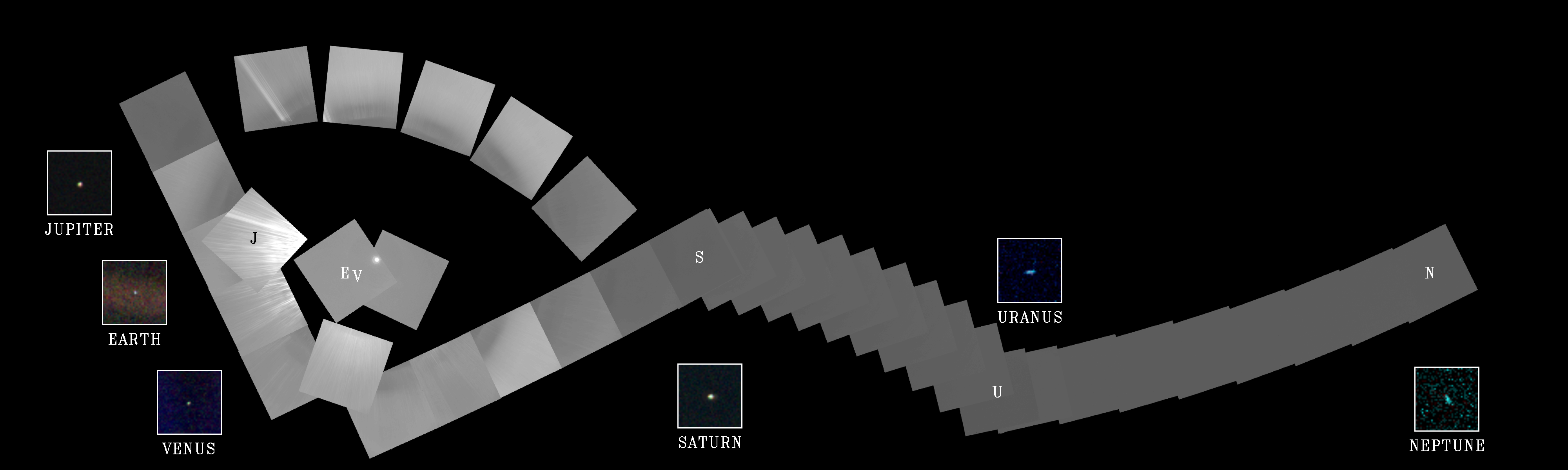
Сімейний портрет Сонячної системи, зроблений Вояджером-1

Сімейний портрет (англ. Family Portrait) — це зображення Сонячної системи, отримане «Вояджером-1» 14 лютого 1990 року з відстані приблизно 6 мільярдів кілометрів від Землі. На ньому зображено окремі знімки шести планет та їхнє взаємне розташування. Картина являє собою мозаїку з 60 кадрів. Кадри, використані для створення зображення, були останніми фотографіями, зробленими космічним кораблем «Вояджер» (який, однак, після цього продовжив передавати іншу інформацію). Кадри також стали джерелом відомого зображення Землі під назвою «Бліда блакитна цятка». Астроном Карл Саган, який працював у групі фотографів «Вояджера», багато років боровся за те, щоб зробити ці знімки.

## Опис

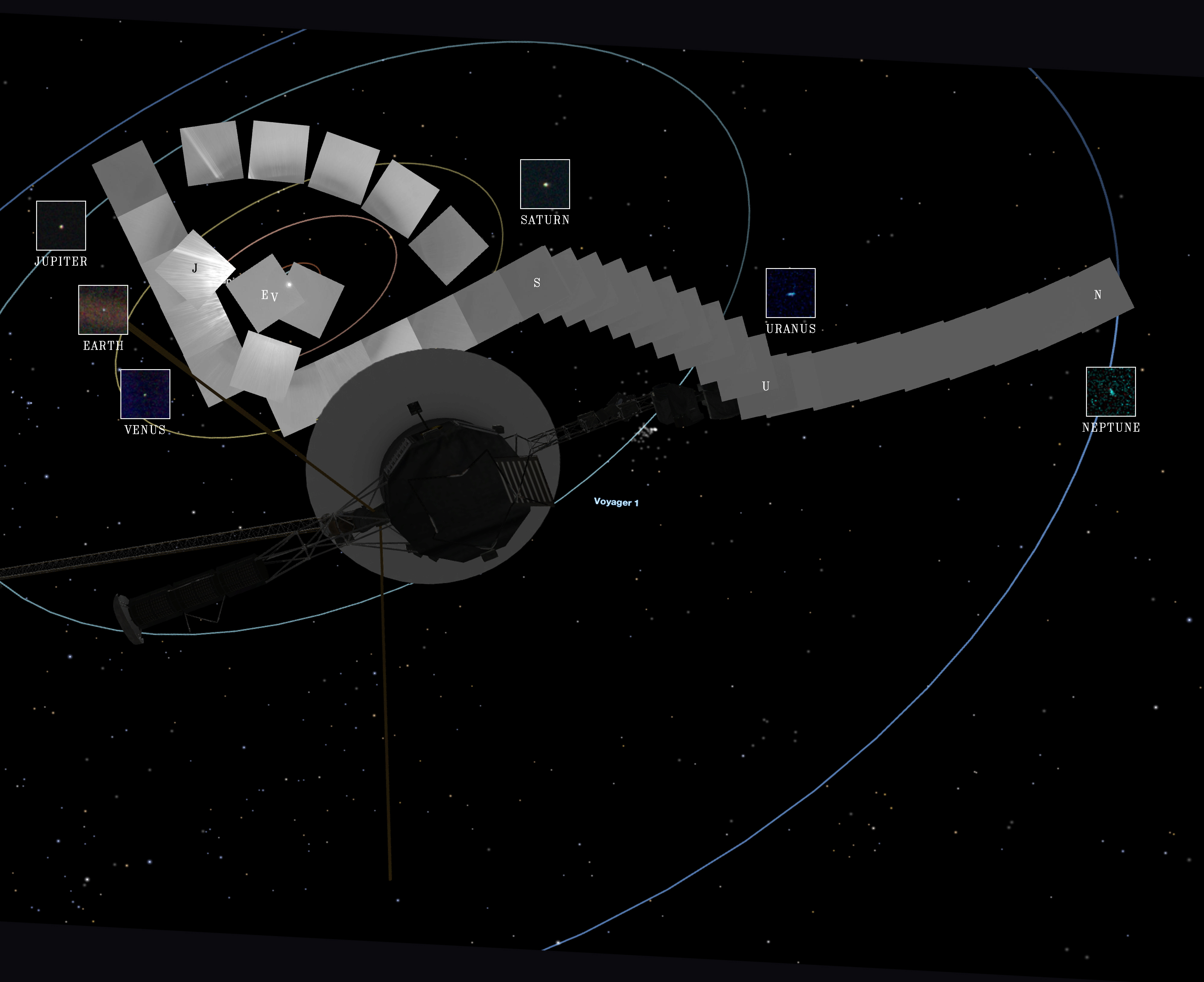
Діаграма «Сімейного портрета», що показує орбіти планет і взаємне розташування «Вояджера-1» під час зйомки мозаїки.

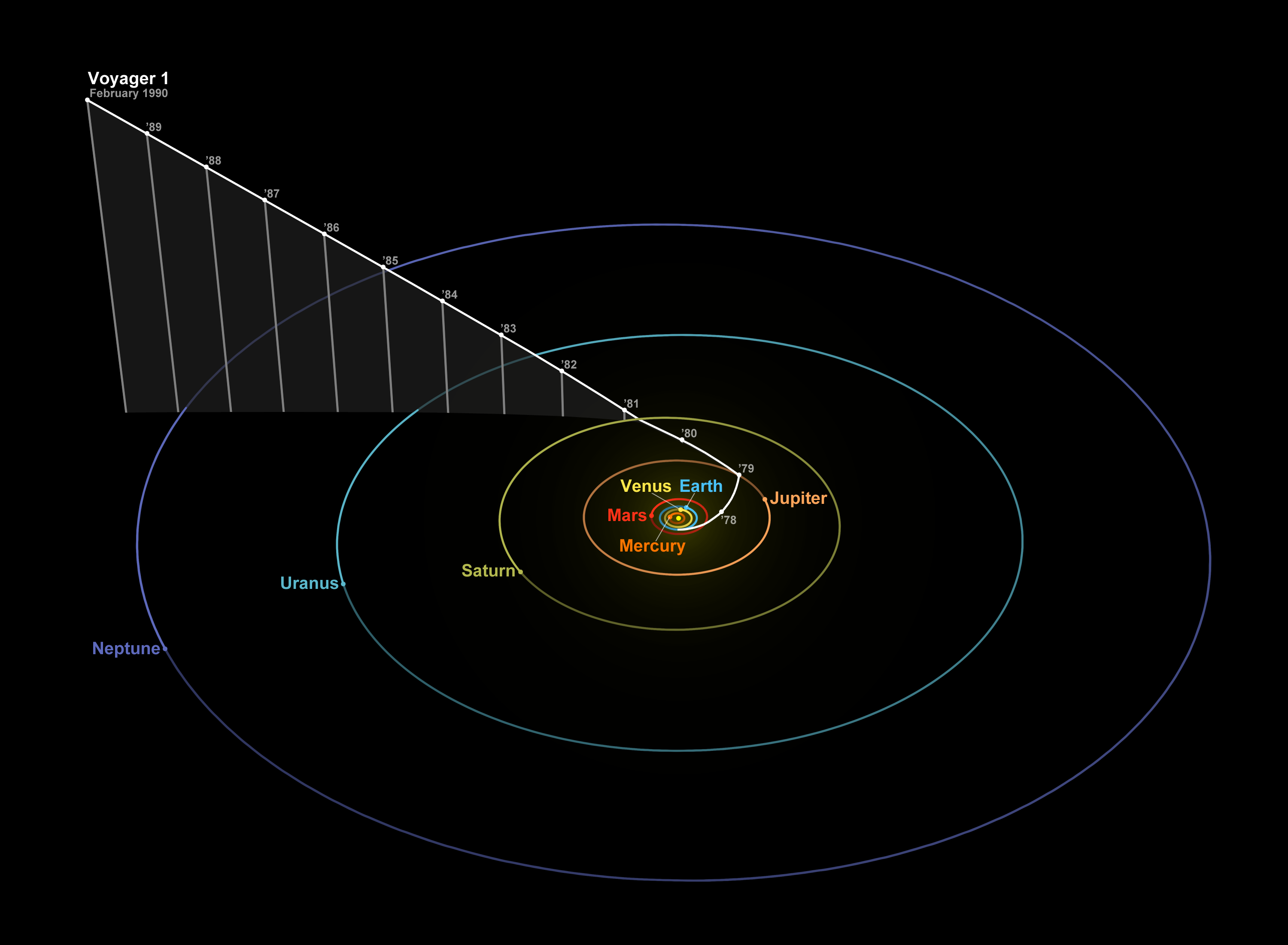
Положення «Вояджера-1» над площиною екліптики 14 лютого 1990 р.

На мозаїці зліва направо видно шість планет: Юпітер, Землю, Венеру, Сатурн, Уран та Нептун. Сонце також включено до зображення; на цій відстані воно також виглядає просто як світла точка. Три планети (включно з Плутоном, який тоді таким вважався) були пропущені. Меркурій був занадто близько до Сонця, щоб його було видно. Марс не міг бути виявлений камерами «Вояджера» через його положення, в результаті чого він створював лише тонкий півмісяць з точки зору космічного корабля, а Плутон (який у 1990 році все ще вважався планетою) не був включений, бо через малий розмір і велику відстань від Сонця він був занадто тьмяним, аби його було видно на зображенні. Марс можна було б зняти, якби був використаний прозорий фільтр замість кольорових, але коли це зрозуміли, вже було запізно змінювати програму спостережень.
Зображення має неоднорідний вигляд. Окремі кадри були отримані за допомогою різних фільтрів із різною експозицією, щоб виділити якомога більше деталей у кожному. Наприклад, Сонце було знято з найтемнішим фільтром і найкоротшою доступною експозицією. Більшість кадрів було отримано у відтінках сірого за допомогою ширококутної камери зонда, тоді як зображення кожної планети зблизька було отримано в кольорі за допомогою вузькокутної камери. 
Зображення було отримано на відстані приблизно 40.11 астрономічних одиниць від Землі і 32° над площиною екліптики.  З двох космічних кораблів «Вояджер» для створення мозаїки було обрано «Вояджер-1», оскільки його траєкторія проходила над площиною Сонячної системи, і, на відміну від «Вояджера-2», він міг бачити Юпітер без світлових збурень спричинених відблисками Сонця.